# Richard H. Ranger
Richard Howland Ranger (Indianapolis, Indiana, 13 de juny de 1889 – 10 de gener de 1962) va ser un enginyer elèctric, enginyer musical i inventor nord-americà.

## Biografia
Nascut a Indianapolis (Indiana), Richard H. Ranger era fill de John Hilliard Ranger i Emily Anthen Gillet Ranger. Durant la Primera Guerra Mundial va servir al Cos de Senyals de l'exèrcit dels Estats Units, i va assolir el grau de major. Després de la guerra, va estudiar al Massachusetts Institute of Technology (MIT) de 1919 a 1923.
Com a dissenyador de la Radio Corporation of America (RCA), l'any 1924, Richard Ranger va inventar el fotoradiograma sense fil, o ràdio facsímil transoceànic, el precursor de les màquines fax actuals. Una fotografia del president Calvin Coolidge enviada des de Nova York a Londres el novembre de 1924 va ser la primera imatge fotogràfica reproduïda per un facsímil de ràdio transoceànic. L'ús comercial del producte de Ranger va començar dos anys més tard.
El 1930, va formar una empresa, Rangertone, Inc., a Newark, (Nova Jersey). L'empresa, que comercialitzava el 'Rangertone Organ' de tecnologia electrònica,  es va vendre després de la seva mort, i continua sent propietat privada com Rangertone Research, Inc.

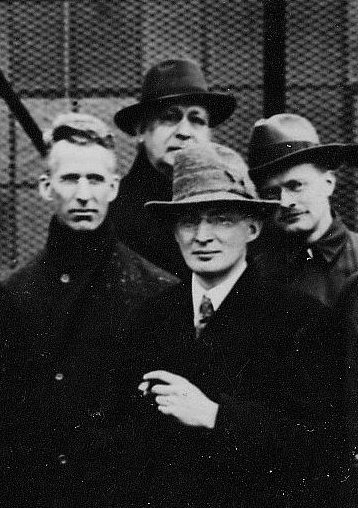
Científics assistint a un recorregut per l' estació de ràdio RCA Brunswick, 1921. D'esquerra a dreta: Albert W. Hull (GE), EB Pillsbury (RCA), Saul Dushman (GE), Richard H. Ranger (RCA).

L'any 1932, va inventar la màquina de Tons de la NBC, un dispositiu automàtic per reproduir els familiars Tons de la NBC colpejats a mà utilitzades per la xarxa de ràdio de la National Broadcasting Company (NBC). En connectar les seves campanes accionades elèctricament amb altaveus exteriors, més tard va poder crear l'efecte de les campanes de l'església. També va fer altres treballs relacionats amb els òrgans electrònics.
Durant la Segona Guerra Mundial, va tornar al Cos de Senyals de l'exèrcit dels EUA com a coronel i va ser posat a càrrec del radar i les comunicacions als laboratoris de proves de ràdio i radar a Orlando, Florida . Més tard va anar a Europa com a part de Field information Agency, Technical, un equip d'investigació entre 1944 i 1946 per examinar els avenços alemanys en electrònica i va escriure una sèrie d'informes tècnics sobre components elèctrics, comunicacions, televisió i (el més important) enregistrament en cinta magnètica.
Després de la guerra, el treball de Ranger va portar a un major desenvolupament dels gravadors de cintes magnètiques. Va desenvolupar un producte utilitzant la tecnologia alemanya i el va demostrar als usuaris potencials, inclosos els membres de l'Institut d'Enginyers de Ràdio, la National Broadcasting Company, la Radio Corporation of America, l'Institut Americà d'Enginyers Elèctrics i persones com el cantant Bing Crosby .
Els seus perfeccionaments posteriors van portar a una millor sincronització de les parts visuals i sonores de les pel·lícules. L' Acadèmia de les Arts i les Ciències Cinematogràfiques va lliurar a Ranger un Oscar el 1956 pel seu desenvolupament de la gravadora i la sincronització de pel·lícules i so.
Richard H. Ranger va ser inclòs al New Jersey Inventors Hall of Fame el 1997.